# Austin Ambassador
L’Ambassador è un'autovettura mid-size prodotta dall'Austin dal 1982 al 1984. Venne commercializzata in una sola versione, hatchback cinque porte.

## Il contesto
Il modello era la versione aggiornata della Leyland Princess, cioè di un modello quasi superato che era prodotto dalla British Leyland (vale a dire dal gruppo proprietario del marchio Austin), dal 1974. La Princess mancava però del portellone posteriore. Le portiere e la struttura interna del modello precedente vennero mantenute, insieme alla caratteristica linea della carrozzeria, che tradiva anch'essa le origini dalla Princess. L'Ambassador non fu quindi un modello del tutto nuovo, bensì derivò fortemente dalla vettura antenata. Le novità maggiori furono un nuovo frontale, nuovi paraurti in plastica, il portellone posteriore, la coda rivista, il terzo finestrino laterale e gli interni totalmente ridisegnati.
L'Ambassador fu costruita solamente con guida a destra, dato che non fu esportata fuori dei confini britannici. Delle 43.427 vetture prodotte ne sopravvivono oggi solo 250. In definitiva, il modello è servito all'Austin unicamente come “tappabuchi” nella propria gamma.
L'Ambassador fu oggetto della concorrenza della Rover SD1, che possedeva un motore più piccolo ed era anch'essa una vettura del gruppo Austin Rover. Questo portò nel 1984 al ritiro dal mercato dell'Ambassador, dopo appena due anni di commercializzazione.
L'Ambassador fu tolta di produzione senza essere ufficialmente rimpiazzata. Il vuoto lasciato nella gamma del gruppo Austin Rover venne riempito dalla più piccola Montego e dalla nuova generazione di piccole Rover. 

## Caratteristiche tecniche
A differenza di quanto disponibile sulla Leyland Princess, non era offerto l'ingombrante motore a sei cilindri e da 2,2 L di cilindrata, e per questo la Ambassador aveva un frontale più basso e aerodinamico. Sull'Ambassador furono inizialmente disponibili due motori a quattro cilindri in linea, con carburatore singolo, che possedevano una cilindrata di 1.698 cm³ e di 1.994 cm³. In seguito venne aggiunto un motore da 1.994 cm³ e carburatore doppio corpo. Tutti i motori facevano parte della categoria O-Series dei propulsori British Leyland. Il motore da 1.698 cm³ erogava 88 CV di potenza a 5.200 giri al minuto, mentre i due da 1.994 cm³ sviluppavano 94 CV (quello a singolo carburatore) a 4.900 giri al minuto e 101,4 CV (quello con carburatore a doppio corpo) a 5.250 giri al minuto. La coppia era, rispettivamente, 131 N•m a 3.800 giri al minuto, 153 N•m a 3.400 giri al minuto e 161 N•m a 3.250 giri al minuto. Per i tre motori, che erano montati anteriormente, il rapporto di compressione era di 9:1. La distribuzione era ad albero a camme in testa, mentre il sistema di raffreddamento era a liquido.
I cambi disponibili erano due, manuale a quattro rapporti e automatico e tre velocità. La trazione era anteriore.
I motori furono accoppiati a tre allestimenti: L, HL e HLS. In sostituzione dei modelli Princess con allestimento lussuoso e con motore da 2,2 L, fu introdotta inizialmente la versione HLS e, più tardi, l'allestimento Vanden Plas. Nel 1983 l'allestimento HL venne aggiornato e fu equipaggiato da un motore a carburatore a doppio corpo.
La velocità massima raggiunta dal modello, per tutte e tre le motorizzazioni, era di circa 160 km/h. 
| Motore ed allestimento | L | HL | HLS | Vanden Plas |
| ---------------------- | - | -- | --- | ----------- |
| 1,7 L                  |   |    |     |             |
| 2 L                    |   |    |     |             |
| 2 L carb. doppio corpo |   |    |     |             |

## Versioni speciali
Come la Princess prima di essa, anche l'Ambassador fu convertita in versioni speciali, tipo carri funebri e limousine, da carrozzieri specializzati.

## Le parti in comune con le vetture del gruppo
I fanali anteriori erano in comune con la Morris Ital, mentre gli interni erano condivisi con altri modelli British Leyland. Solamente il frontale e le portiere derivavano direttamente dalla Princess.

## Le vendite
Nei due anni in cui fu disponibile, l'Ambassador venne prodotta in 43.427 esemplari. Di questi, solamente 250 esemplari sono sopravvissuti sino a noi, sebbene il numero esatto non si conosca esattamente.

## L'Ambassador nei media
- Un gruppo di esemplari di Austin Ambassador di colore rosso fu protagonista di una scenetta, ambientata in una catena di montaggio, del programma televisivo Not the Nine O'Clock News. Tutti gli attori impiegati sul set, compreso Rowan Atkinson, si chiamavano Bob, cioè Robert. Alla fine dello sketch appariva la scritta "The BL Ambassador – Hand Built by Roberts" (cioè "La British Leyland Ambassador – Costruita a mano dai Robert").
- L'Austin Ambassador è la protagonista della canzone "My Austin Ambassador Y Reg" dell'attore e cantante Graham Fellows. Nella canzone il modello viene descritto come una vettura con molti pregi.